# 카를로스 푸엔테스

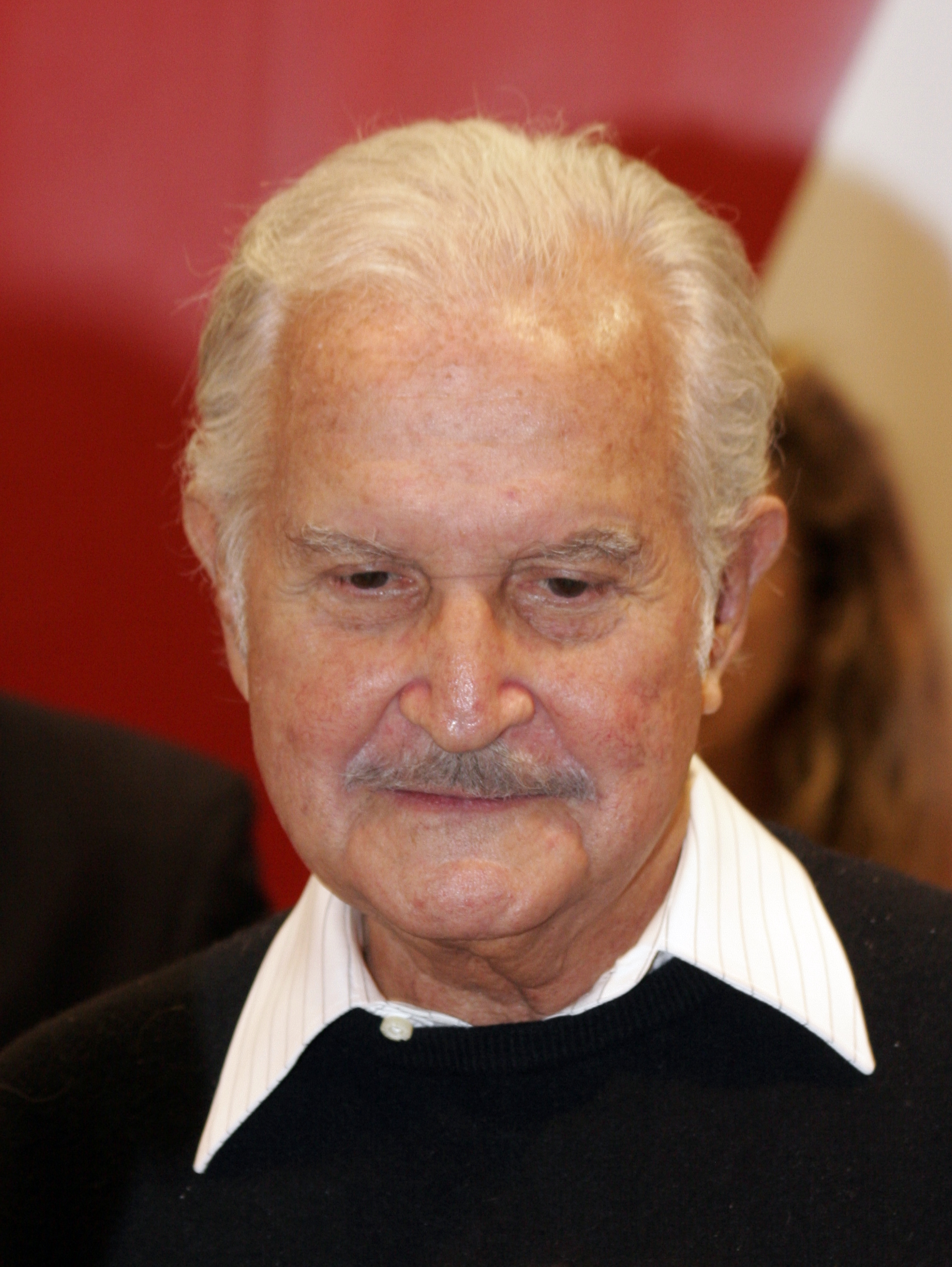

카를로스 푸엔테스(스페인어: Carlos Fuentes, 1928년 11월 11일 ~ 2012년 5월 15일)는 멕시코의 소설가이다.
1928년 파나마에서 태어났고 히우 지 자네이루, 몬테비데오, 부에노스 아이레스 등지에서 살았다. 멕시코에서 대학을 졸업하였고 《아르테미오의 최후》, 《라틴 아메리카의 역사》 등을 발표하였다.
이후 브라운대학교에서 문학 교수로 활동하다가 2012년 심장병 치료를 받은 뒤 사망하였다.

## 같이 보기
- 라틴아메리카 문학